# Розати (Терамо)
Розати (итал. Rosati) је насеље у Италији у округу Терамо, региону Абруцо.
Према процени из 2011. у насељу је живело 58 становника. Насеље се налази на надморској висини од 171 м.